# Ambrose Madtha

Wappen von Ambrose Madtha

Ambrose Madtha (* 2. November 1955 in Belthangady; † 8. Dezember 2012 in Biankouma) war ein indischer Geistlicher, römisch-katholischer Erzbischof und Diplomat des Heiligen Stuhls.

## Leben
Ambrose Madtha wurde in Belthangady nahe Mangalore, einer Hafenstadt im südindischen Bundesstaat Karnataka geboren. Drei Geschwister waren Ordensangehörige. Er studierte Ökonomie (Master) an der Rashtrasant Tukadoji Maharaj Nagpur University und Erziehungswissenschaften (Bachelor) an der University of Lucknow. Anschließend trat er in das Priesterseminar St. Charles in Nagpur ein und studierte Philosophie und Theologie.
Der Bischof von Lucknow, Cecil DeSa, spendete ihm am 28. März 1982 die Priesterweihe. An der Päpstlichen Universität Urbaniana in Rom wurde er in Kirchenrecht promoviert.
1990 trat er in den diplomatischen Dienst des Heiligen Stuhls ein. Er war an den apostolischen Nuntiaturen in Ghana, El Salvador, Georgien, Albanien und Taiwan tätig.
Papst Benedikt XVI. ernannte ihn am 8. Mai 2008 zum Titularerzbischof von Naissus und zum Apostolischen Nuntius in der Elfenbeinküste. Die Bischofsweihe spendete ihm Kurienkardinal Jean-Louis Kardinal Tauran am 27. Juli 2008; Mitkonsekratoren waren Albert D’Souza, Erzbischof von Agra, und Gerald John Mathias, Bischof von Lucknow. Er wurde zum Doyen des ivorischen diplomatischen Korps gewählt.
Er versuchte nach der Wahl an der Elfenbeinküste 2010/11 zwischen dem bisherigen Herrscher Laurent Gbagbo und dem Wahlsieger Alassane Ouattara zu vermitteln. Eine heikle Mission, da Gbagbo von den katholischen Bischöfen des Landes favorisiert wurde, Ouattara aber aus dem muslimischen Norden stammt. 2012 begleitete er Ouattara und dessen Ehefrau bei einer Audienz bei Papst Benedikt XVI.
Madtha engagierte sich immer wieder für die Menschenrechte, den Dialog und die nationale Aussöhnung an der Elfenbeinküste.
Ambrose Madtha verstarb am 8. Dezember 2012 an den Folgen eines Autounfalls im Westen des Landes in Biankouma bei Odienné. Die näheren Umstände sind ungeklärt.